# Coreura albicosta
Coreura albicosta là một loài bướm đêm thuộc phân họ Arctiinae, họ Erebidae.